# Kiasma
Het Kiasma is een museum voor hedendaagse kunst in Helsinki. Het museum wordt samen met het Ateneum en het Kunstmuseum Sinebrychoff geëxploiteerd door de Nationale Galerie van Finland.

## Geschiedenis
De eerste plannen voor een museum voor hedendaagse kunst in Helsinki waren al in de jaren 60. Door de grote influx van nieuwe kunststromingen vroeg men zich af of er een nieuw museum gebouwd moest worden of dat er ruimte voor gemaakt moest worden in het Ateneum. Het duurde echter pas tot de jaren 80 voordat er serieuze plannen waren voor de bouw van dit museum. In 1989 werd de grond aangekocht voor het museum en een jaar later werd officieel het museum van hedendaagse kunsten opgericht die het werk presenteerde op verschillende locaties verspreid door de stad. In 1992 werd er een competitie gehouden om te bepalen wie het museum mocht ontwerpen. Van de 516 inzendingen werd het ontwerp van de Amerikaanse architect Steven Holl uiteindelijk verkozen. De bouw begon in 1996 en het museum opende officieel zijn deuren in 1998.